# Andrzej Babaryko
Andrzej Babaryko (3. ledna 1952, Miłoszów – 6. září 2006, Brzeziny) byl polský básník a novinář.

## Životopis
Vystudoval sociologii na univerzitě v Lodži. Poté vedl oddělení spolupráce s publikem v Teatr Studyjny ’83 im. Juliana Tuwima, a poté byl literárním vedoucím v Novém divadle v Lodži. Literárně debutoval v roce 1976 v časopise Odgłosy. Psal reportáže, fejetony a divadelní recenze.
Byl členem Asociace polských spisovatelů. Žil v Lodži.

## Dílo
- Sen konieczny, 1989
- Serca niekochane, 1993
- Życia daremne, 1994
- Linia horyzontu, 2004